# Andreas Schifter
Andreas Schifter (25. august 1779 i København – 31. oktober 1852 sammesteds) var en dansk søofficer og skibskonstruktør.
Han var søn af kaptajn i Asiatisk Kompagnis tjeneste Christian Schifter og Karen f. Ibsen, blev kadet 1794 og med udmærkelse (Gerners Medalje) sekondløjtnant i Marinen 1798, avancerede 1804 til premierløjtnant, 1812 til kaptajnløjtnant, 1814 til kaptajn, blev 1829 kommandørkaptajn, 1839 kommandør, 1843 kontre- og 1851 viceadmiral.
1799-1801 var Schifter udkommanderet med fregatten Najaden i Middelhavet under krigen med barbarerne. Under denne tjeneste blev han i maj 1800 i Tunis overfaldet af korsarer, blev hårdt såret af et sabelhug i hovedet, og under nogle forhandlinger, han ledede med Bejen af Tunis, blev han af denne arresteret og holdt fanget i 3 måneder. Ved hans tilbagekomst bestemtes han tillige med 3 andre officerer til studering af skibsbyggeri, men ved sine ualmindelige evner distancerede han hurtigt sine kammerater. 1803 gik fabrikmester Frantz Hohlenberg af, og da Schifters studier imidlertid endnu ikke var tilendebragt, forblev embedet foreløbig ubesat, men reserveredes for Schifter, som blev auskultant i Konstruktionskommissionen (1805). Denne foretog 1807 en studierejse, der begyndte i Sverige; her overraskede krigens udbrud ham, hvorfor han måtte flygte til Norge, hvor han dog straks på Frederiksværns værft kom i travl virksomhed med bygning af kanonbåde og andre forsvarsforanstaltninger. Oktober samme år blev han sendt til Holsten for at få produceret kanonbåde og december vendte han tilbage til Orlogsværftet i København. 1808-09 var han om bord i linjeskibet Pultusk i Scheldeflåden, hvilket var en tjeneste, der var ham i høj grad utilfredsstillende. Efter endt hverv fortsatte Schifter sin rejse til Holland, Frankrig og Italien; først 1814 vendte han tilbage og ansattes nu som fabrikmester samt medlem af Konstruktionskommissionen.
Fra 1814 til 1846 virkede han i denne stilling med megen dygtighed og byggede 6 linjeskibe, 6 fregatter og 14 mindre skibe foruden 37 kanonbåde; alle udmærket gode skibe, der bar præg af Schifters evne til hurtigt at optage det nye og gode, udviklingen bragte med sig. Det var ligeledes Schifter, der konstruerede den type for fyrskibe, der blev benyttet selv mange årtier efter hans død. Efter en studierejse til England, hvor han lagde sig efter dampskibskonstruktionen, byggede han 3 af Marinens tidligste hjuldampere. Han havde ikke Gerners eller Hohlenbergs geni, men han var en komptetent og omhyggelig konstruktør og opmærksom på udviklingen inden for sit fag.
Ved admiral Ulrich Anton Schønheyders afgang 1846 fra Admiralitetskollegiet overtog Schifter stillingen som 2. militærdeputeret, 2 år senere avancerede han til 1. deputeret, men afgik kort tid efter fra Kollegiet for at blive Holmens overekvipagemester (chef for Orlogsværftet). Det faldt derved i hans lod 1848-50 at lede den store krigsudrustning, der væsentligst bestod af den flåde, han selv havde skabt. Efter krigen overgik Schifter 1851 til aktiv tjeneste ved flåden; her kom han dog ikke til at spille nogen rolle, thi allerede det påfølgende år, 31. oktober 1852, afgik han ved døden.
Også uden for Marinen virkede Schifter med dygtighed; han udarbejdede således skibsmålingsinstruktionen. Som medlem af Videnskabernes Selskab (siden 1829) ledede han 1831 ff. sammen med andre de artesiske brøndboringer på Nyholm.
Han blev Ridder af Dannebrog 1822, Dannebrogsmand 1826, Kommandør af Dannebrog 1836 og fik Storkorset 1849.
Schifter blev gift 24. november 1803 i Holmens Kirke med Christiane Dorthea Bech, datter af justitsråd A. Bech.
Han er begravet på Holmens Kirkegård. Schifters Kvarter på Holmen er opkaldt efter ham og der er rejst en bronzebuste af ham.
Der fandtes et portrætmaleri af Schifter af C.A. Jensen fra 1845, men det brændte på Frederiksborg Slot 1859. Maleriet er gengivet i litografi fra Em. Bærentzen & Co. 1846. Der findes også et stik fra Quenedey 1811 og en silhouet.